# Plan Dyle
Plan Dyle – plan wojny z Niemcami opracowany przez francuskie naczelne dowództwo w latach 1939–1940. Zakładał on w przypadku agresji Niemiec na Belgię i Holandię zajęcie przez armię francuską i Brytyjski Korpus Ekspedycyjny wysuniętych pozycji nad rzeką Dyle. Próba realizacji tego planu w maju 1940 zakończyła się klęską i otoczeniem wojsk aliantów pod Dunkierką.

## Geneza
Po wypowiedzeniu wojny III Rzeszy 3 września 1939 i zakończeniu ofensywy w Saarze dowództwo francuskie rozpoczęło przygotowywania planu operacyjnego na wypadek ataku wojsk niemieckich. Wobec faktu, iż południowy odcinek frontu zabezpieczały fortyfikacje Linii Maginota i częściowo Ren, a środkowy Ardeny i Moza, większość jednostek zdecydowano się skupić przy granicy z Belgią. Za najkorzystniejszą uznano obronę jeszcze na terytorium Belgii. Chciano w ten sposób połączyć się z armią belgijską, która w ten sposób wzmocniłaby siły aliantów. Liczono również na uniemożliwienie Niemcom korzystania z portów Flandrii i zwiększenie głębokości obrony przeciwlotniczej. Zajęcie przez wojska francusko-brytyjskie pozycji w Belgii było jednak możliwe dopiero po zaatakowaniu tego kraju przez Niemców, gdyż na wcześniejsze wkroczenie aliantów nie wyrażał zgody belgijski rząd. Rozważano początkowo trzy warianty – linie, wzdłuż których zamierzano zająć stanowiska:
- wzdłuż Skaldy
- wzdłuż Dyle aż do połączenia z Mozą pod Namur
- wzdłuż Mozy aż do ujścia Kanału Alberta[4].

Początkowo dowództwo francuskie skłaniało się ku wariantowi linii Skaldy, gdyż dalej położone linie uważano za niemożliwe do zajęcia na czas. Lecz rozwój armii belgijskiej i budowa nowych fortyfikacji we Flandrii spowodowały, że głównodowodzący wojsk francuskich gen. Maurice Gamelin nakazał przygotować plan zakładający zajęcie linii Dyle. Został on opracowany pod koniec października 1939.

## Plan

### Plan Dyle
Zadanie wkroczenia do Belgii i zajęcia tam pozycji obronnych otrzymała I Grupa Armii gen. Bilotte'a. 2. Armia miała utrzymać linię Mozy i rejon Sedanu, a 9. Armia – odcinek od Sedanu do Namur. Główne siły francuskie zostały zgrupowane w mającej nacierać na północ od nich 1. Armii. Związek ten dysponował znacznymi siłami pancernymi: jedną dywizją kirasjerów (pancerną), dwoma brygadami czołgów i dwoma lekkimi dywizjami zmechanizowanymi. Jeszcze dalej na północ umieszczony został Brytyjski Korpus Ekspedycyjny, którego zadaniem było osłaniać Brukselę. Odwód grupy armii miała stanowić znajdująca się na lewym skrzydle 7. Armia. 

### Wariant Bredy
Gamelin zdecydował się jednak zmodyfikować plan Dyle i już w listopadzie 1939 nakazał gen. Billote'owi przygotować 7. Armię do wkroczenia do Holandii. Jednak dopiero 12 marca 1940 Gamelin wydał instrukcję, według której 7. Armia miała zająć pozycje w rejonie Bredy i połączyć się z armią holenderską. Pomimo protestów dowódcy Frontu Północno-Wschodniego, gen. Georges'a, który nie chciał, aby go pozbawiono jedynego odwodu, wariant Bredy został zatwierdzony do realizacji.

## Oceny
Plan Dyle jest negatywnie oceniany w historiografii. Zwraca się jednak uwagę na pewne zalety tego planu, takie jak oparcie obrony na przeszkodach naturalnych, wzmocnienie sił alianckich przez wojska belgijskie czy skrócenie frontu. Początkowo niemiecki plan ataku zakładał atak przez równinne tereny Belgii (podobnie jak w planie Schlieffena, choć w przeciwieństwie do niego manewr ten nie miał przynieść siłom III Rzeszy żadnych korzyści strategicznych), czyli tak, jak zakładał Gamelin.
Historycy przyjmują jednak, że zalety planu nie równoważyły jego wad. Wskazuje się, że gdyby Niemcy zaatakowali przez Flandrię, siły alianckie musiałyby zdążyć dotrzeć do Dyle przed nimi, a nawet gdyby to się udało, bój miałby charakter spotkaniowy, gdyż nie byłoby czasu na przygotowanie umocnień polowych. Mającym bronić będącego podstawą całego manewru rejonu Sedanu i południowej Belgii 2. i 9. Armiom przydzielono zbyt małe siły, by mogły skutecznie przeciwdziałać niemieckim atakom. Przeznaczając 7. Armię do wykonania wariantu Bredy Gamelin pozbawił I Grupę Armii jedynego znaczącego odwodu. Pozostałe oddziały rezerwowe, choć liczne, były rozproszone na znacznym obszarze, przez co nie mogły stanowić przeciwwagi dla niemieckiego natarcia. Zarzuca się również Gamelinowi zbyt sztywne i schematyczne sformułowanie całego planu, zakładające tylko jedno zachowanie się sił przeciwnika.

Za wadę planu Dyle uznaje się zbytnie wysunięcie oddziałów alianckich, ułatwiające ich oskrzydlenie. Według niemieckiego historyka Karla Heinza Friesera:

Gamelin zachował się jednak jak rzymski wódz Terencjusz Warron przed bitwą pod Kannami. Mimo ostrzeżeń nakazał nacierać – prosto w pułapkę – i stworzył tym samym warunki do oskrzydlenia swej armii.